# Théâtre national de Chaillot

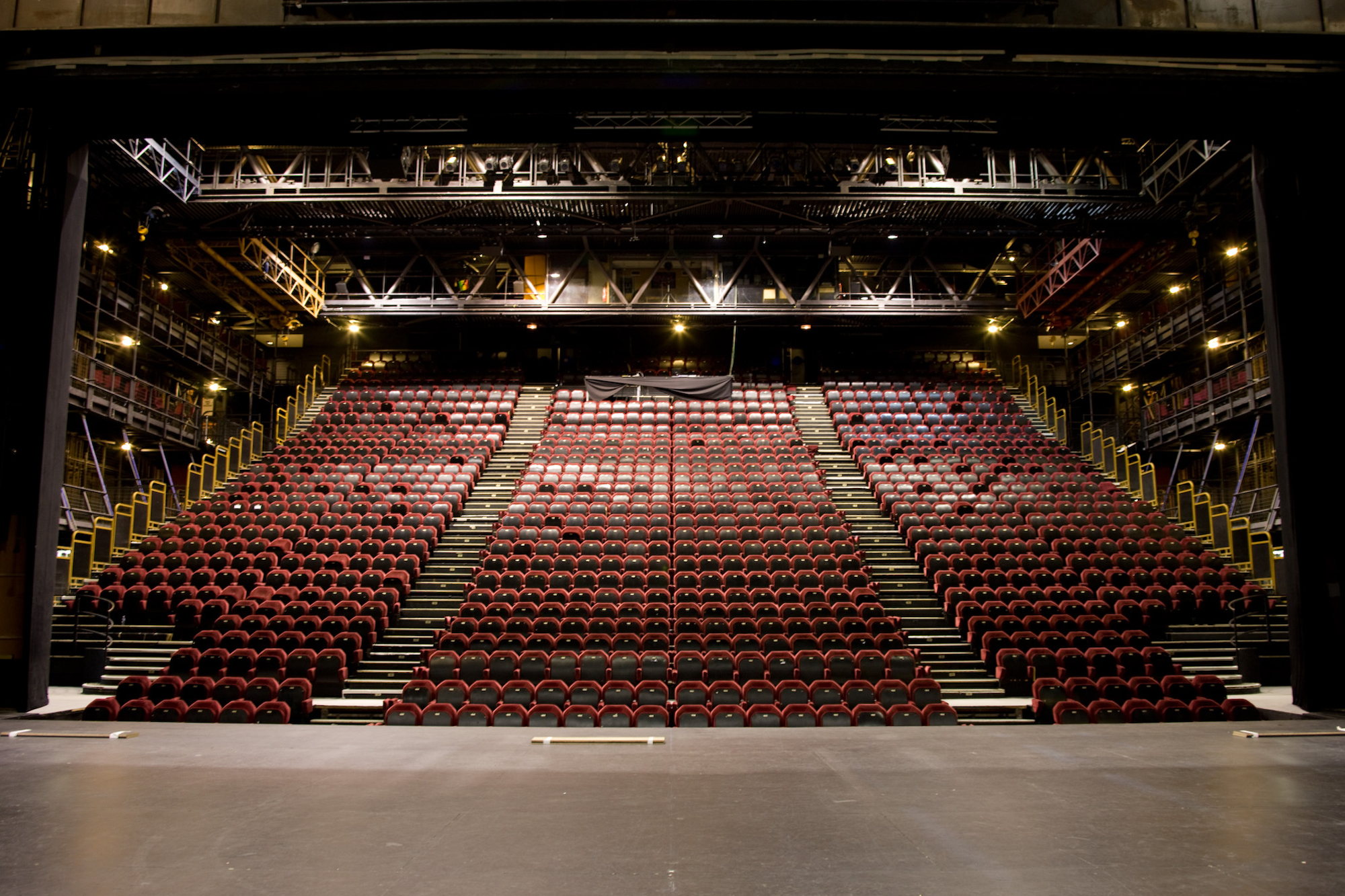
Der große Saal des Theaters

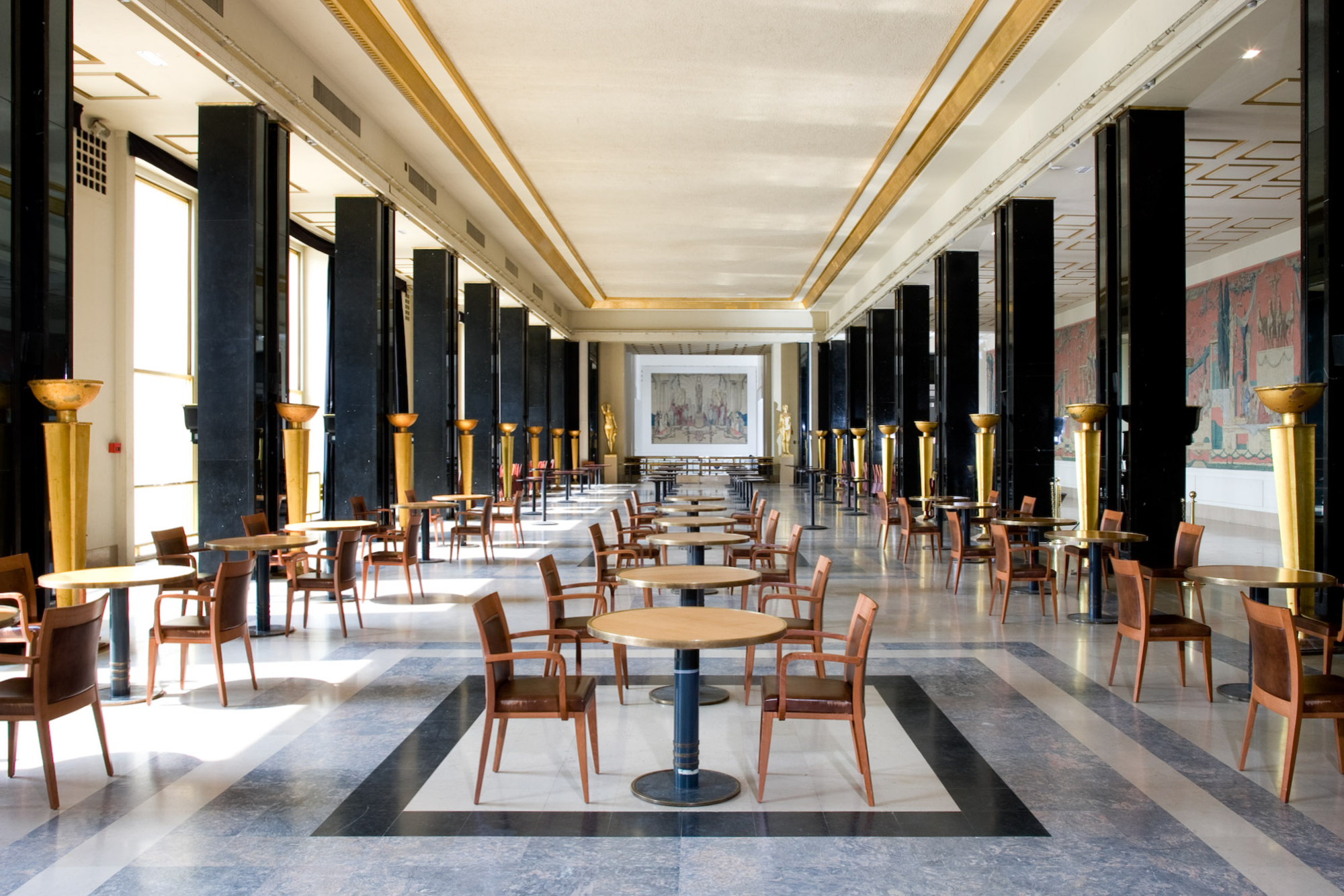
Theater-Foyer

Das Théâtre national de Chaillot ist einer der fünf Theaterbetriebe in Paris, die den offiziellen Status eines Nationaltheaters (Théâtre national) besitzen. Seine Spielstätte wurde 1937 als Teil des Palais de Chaillot erbaut und befindet sich an der Place du Trocadéro im 16. Arrondissement. Es besitzt einen großen Saal (Salle Jean Vilar) mit 1250 und einen kleinen Saal (Salle Gémier) mit 420 Plätzen, die für Theater-, Tanz- und Zirkusveranstaltungen genutzt werden.

## Geschichte
Das Théâtre de Chaillot war lange Zeit ein Zentrum des populären Theaters in Paris, es diente dem Théâtre National Populaire bis 1972 als dauernde Spielstätte und wurde mit den Namen seiner Intendanten Jean Vilar, Georges Wilson, Jack Lang, Jérôme Savary und Antoine Vitez verbunden. 
1973–1975 wurde das Theater grundlegend renoviert und 1975 als Théâtre national neu eröffnet. Seither ist ihm eine Schauspielschule angegliedert. In der neuen Gestalt enthält es zwei Säle und ein kleines Studio für Experimentaltheater. 2007 beschloss die Kulturministerin Christine Albanel, das Theater dem zeitgenössischen französischen Tanz zu widmen. 